# Jean-Paul Grangaud
Pour les articles homonymes, voir Grangaud.
Jean-Paul Grangaud, né le 7 février 1938 à Alger et mort le 4 août 2020 à Alger, est un pédiatre et professeur d'université franco-algérien. Il est l'un des initiateurs du calendrier national de vaccination pour enfants en Algérie. 

## Biographie
À l'âge de 24 ans, alors médecin interne à l'hôpital El Kettar à Alger, il s'engage au côté du Front de libération nationale durant la guerre d'Algérie, et approvisionne les maquis en médicaments. 
Après l'indépendance, il devient membre de la commission de la réforme sanitaire chargée du calendrier national de vaccination. Il est naturalisé algérien dans les années 1970. En 1994, il est nommé conseiller au ministère de la Santé, où il était membre de la commission de la réforme de la santé, puis il est désigné directeur de la prévention en 2002.

## Distinctions
Il est lauréat du 1er Prix Tedjini Haddam de l'Académie algérienne d'allergologie. 